# Jean-Baptiste-Michel Papillon
Pour les articles homonymes, voir Papillon (homonymie).
Jean-Baptiste-Michel Papillon, né en 1720 à Paris où il est mort en 1746, est un graveur sur bois français, demi-frère de Jean-Michel Papillon.
Fils puîné du graveur sur bois Jean II Papillon et de sa seconde femme, Anne-Françoise Chaudière, on le confond souvent avec son demi-frère Jean-Michel Papillon. Celui-ci écrit dans son Traité historique et pratique de la gravure en bois (1766) : « Un Frere que j’ai eu, né du second lit de mon Pere le 23 juin 1720, que j’avois voulu pousser dans la Gravure en bois, mais pour laquelle il n’avoit pas de goût, a fait plusieurs Planches d’une Bible de Royaumont… […] Ce Frere est mort en 1746. » (tome I, p. 314)

## Sources
- Émile Bellier de La Chavignerie et Louis Auvray, Dictionnaire général des artistes de l'école française, Paris, Renouard, 1885, p. 199.
- Thierry Depaulis, « Graveurs en bois des XVIIe et XVIIIe siècles d'après Papillon : essai de prosopographie », Le Vieux Papier, fasc. 359, janvier 2001, p. 30-35 ; fasc. 360, avril 2001, p. 78-83 ; fasc. 361, juil. 2001, p. 130-135 ; fasc. 362, oct. 2001, p. 176-181 ; fasc. 363, jan. 2002, p. 226-231 ; fasc. 364, avril 2002, p. 269-274 ; fasc. 367, jan. 2003, p. 419-422.